# Jacob Riss
Jacob Riss (* 10. Juli 1838 in Laubmühle; † 20. September 1908 in Hirschau) war Müller und Mitglied des Deutschen Reichstags.

## Leben
Riss war Mühlenbesitzer in Hirschau und Bezirksfeuerwehrvertreter.
Von April 1893 bis Juni 1893 war er Mitglied des Deutschen Reichstags für den Wahlkreis Oberpfalz 2 Amberg, Nabburg, Sulzbach, Eschenbach und die Deutsche Zentrumspartei.